# Robbie Jones
Robert Lee „Robbie“ Jones III (* 25. September 1977 in Oxnard, Kalifornien) ist ein US-amerikanischer Schauspieler.

## Leben
Seine bekannteste Rolle war die des Quentin Fields in One Tree Hill, die er 18 Folgen lang verkörperte. Außerdem war er in den Jahren 2010 und 2011 als Lewis Flynn in Hellcats zu sehen. Des Weiteren hatte er 2009 einen Auftritt in Emergency Room – Die Notaufnahme.

## Filmografie (Auswahl)
- 2008: One Tree Hill (Fernsehserie, 18 Folgen)
- 2009: Emergency Room – Die Notaufnahme (ER, Fernsehserie, Folge 15x11)
- 2009: Hurricane Season
- 2009: Raising the Bar (Fernsehserie, Folge 2x11)
- 2010: Southland (Fernsehserie, Folge 2x04)
- 2010: Dark Blue (Fernsehserie, Folge 2x02)
- 2010–2011: Hellcats (Fernsehserie, 22 Folgen)
- 2011: The Ex List (Fernsehserie, Folge 1x07)
- 2012: Hawaii Five-0 (Fernsehserie, Folge 3x14)
- 2012: Transit
- 2013: Dr. Dani Santino – Spiel des Lebens (Necessary Roughness, Fernsehserie, 3 Folgen)
- 2013: 90210 (Fernsehserie, 6 Folgen)
- 2013: Temptation: Confessions of a Marriage Counselor
- 2015–2016: Bosch (Fernsehserie, 9 Folgen)
- 2019: The Fix (Fernsehserie, 7 Folgen)
- 2019: Shaft
- 2020: Fantasy Island